# Chaetomium subspirilliferum
Chaetomium subspirilliferum är en svampart som beskrevs av Sergeeva 1960. Chaetomium subspirilliferum ingår i släktet Chaetomium och familjen Chaetomiaceae.   Inga underarter finns listade i Catalogue of Life.